# Округ Рукс (Канзас)
Округ Рукс (енгл. Rooks County) је округ у америчкој савезној држави Канзас. По попису из 2010. године број становника је 5.181.

## Демографија
Према попису становништва из 2010. у округу је живело 5.181 становника, што је 504 (8,9%) становника мање него 2000. године.
| Група             | 2000.         | 2010.         |
| Белци             | 5.486 (96,5%) | 4.981 (96,1%) |
| Афроамериканци    | 64 (1,1%)     | 24 (0,5%)     |
| Азијати           | 11 (0,2%)     | 19 (0,4%)     |
| Хиспаноамериканци | 60 (1,1%)     | 107 (2,1%)    |
| Укупно            | 5.685         | 5.181         |